# دریاچه انگیکونی
دریاچه آنژیکونی (نوع: دریاچه آنجی کونی) دریاچه ای در منطقه کیوالیک، نوناووت، کانادا است. این یکی از چندین دریاچه است که در امتداد رودخانه کازان قرار دارد. دریاچه انادای در جنوب و دریاچه یاتکید در شمال قرار دارد.

## جغرافیا
ساحل دریاچه به دلیل رخنمون‌های صخره ای سپر پرکامبرین، که بخشی از حوزه هرن، استان چرچیل غربی در چرچیل کراتون است، قابل توجه است.

## جانوران
این دریاچه شامل ماهی قزل آلای دریاچه ای، پایک شمالی و خاکستری قطب شمال است.

## قوم نگاری
در سال ۱۹۴۸، کاشف کانادایی، فارلی موات، به دریاچه انگیکونی، که در آن زمان بخشی از قلمروهای شمال غربی بود، رسید و یک سنگ‌چینرا پیدا کرد که به روشی ساخته شده بود که معمولاً توسط منطقه اینویت استفاده نمی‌شد. این سنگ چین شامل قطعاتی از یک چوب سخت بااتصال دم‌چلچله‌ای بود. موات، با علم به اینکه ساموئل هرن، قبلاً (در سال ۱۷۷۰) در این منطقه بوده است، حدس زد که بنای یادبود توسط فرانسیس کروزیر ساخته شده است، که به عنوان یکی از اعضای اکسپدیشن گمشده در ابتدا به رهبری سر جان فرانکلین، ساخته شده است که در سال ۱۸۴۸ در طول جستجو برای گذرگاه شمال غربی ناپدید شد.

## افسانه روستای ناپدید شده
در سال ۱۹۳۰، یک خبرگزار در پاس، منیتوبا، از روستای کوچک اینویت درست در نزدیکی دریاچه آنژیکونی گزارش داد. روستا همیشه پذیرای تاجران خز بودکه گهگاه از آنجا عبور می‌کردند. اما در سال ۱۹۳۰ جو لابل، یک تاجر خز که در دهکده شناخته شده بود، متوجه شد که همه روستاییان رفته‌اند. او پیراهن‌های ناتمامی را پیدا کرد که هنوز سوزن‌هایی در آن‌ها وجود داشت و غذا روی آتش‌دان‌ها آویزان بود و بنابراین به این نتیجه رسید که روستاییان ناگهان ترک کرده‌اند. حتی نگران‌کننده‌تر، او هفت سگ سورتمه را که از گرسنگی مرده بودند و قبری پیدا کرد که حفر شده بود. لیبل می‌دانست که کار حیوان نیست، زیرا سنگ‌هایی که دور قبر می‌چرخند، دست نخورده بودند. او این موضوع را به پلیس سواره شمال غرب گزارش داد اما هیچ‌کس پیدا نشد